# Toego

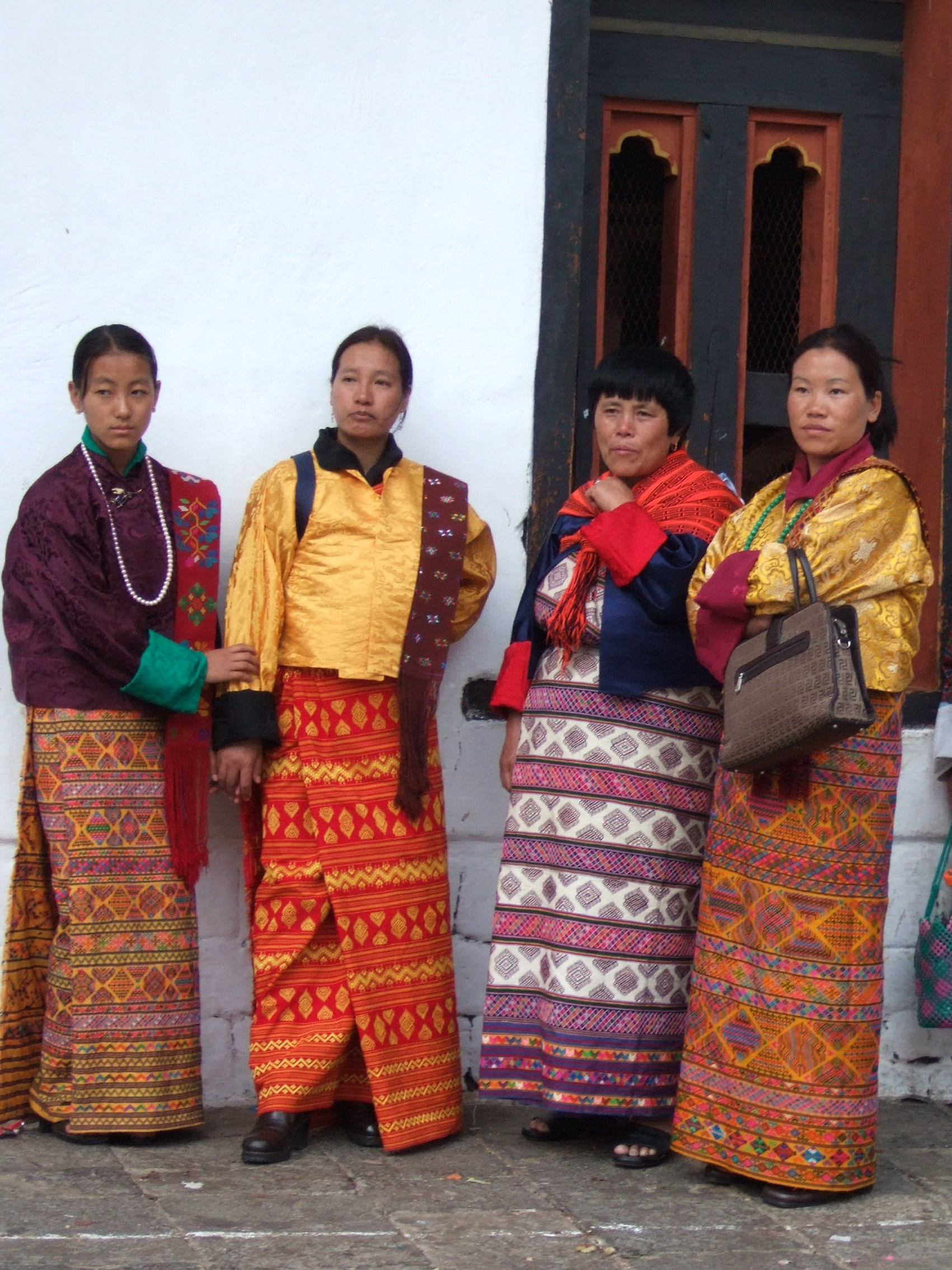
Femmes bhoutanaises portant kira et toego.

Un toego est un vêtement porté au Bhoutan. Il est porté sous le gho, au-dessus de la kira et par-dessus le wonju et fait partie du costume traditionnel bhoutanais.

## Description
Le toego est un vêtement court à manche longue ressemblant à une veste. Il se porte au dessus de la kira et sous le gho.
Il est traditionnellement en soie mais on peut en trouver des versions de tous les jours en coton ou en laine selon la saison.
De nombreuses femmes bhoutanaises continuent de tisser à la main les vêtements traditionnels.

## Driglam Namzha

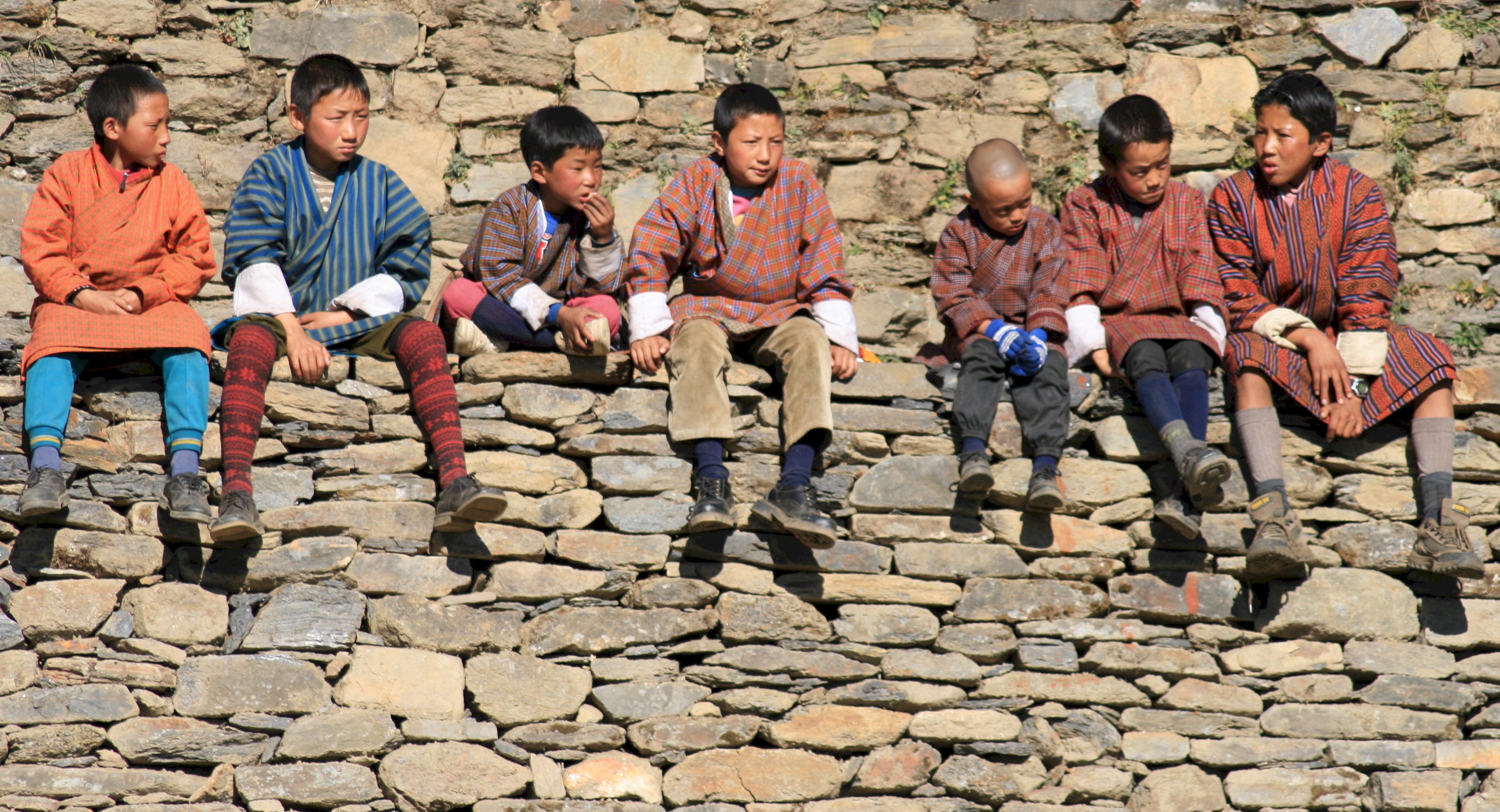
Garçons portant le vêtement traditionnel bhoutanais.

Le Toego est constitutif du Driglam Namzha, le code vestimentaire obligatoire au Bhoutan, au même titre que la kira, le wonju, le rachu et le gho. Mais contrairement aux gho et au kira, son port n'est pas obligatoire.
L'obligation de porter ces vêtements s'applique à tous les fonctionnaires, aux présentateurs télé, aux guides touristiques et aux écoliers pendant leurs horaires de travail. Il s'applique également à tous dans les dzongs y compris pour les touristes.